# Mikronegeria fuchsiae
Mikronegeria fuchsiae är en svampart som beskrevs av P.E. Crane & R.S. Peterson 2007. Mikronegeria fuchsiae ingår i släktet Mikronegeria och familjen Mikronegeriaceae.   Inga underarter finns listade i Catalogue of Life.